# Mareike
Mareike ist ein weiblicher Vorname.

## Herkunft und Bedeutung
Mareike ist eine niederdeutsche Variante von Marieke und damit ein friesisches und deutsches Diminutiv von Maria.

## Verbreitung
In Deutschland stieg der Name Mareike in den 1960er Jahren in den Vornamenscharts auf. Vor allem in den 1980er und 1990er Jahren erfreute er sich großer Beliebtheit. Mit Rang 35 erreichte er seine höchste Platzierung in den Vornamenscharts in den Jahren 1982 und 1992. In den 2010er Jahren geriet er schließlich außer Mode.

## Varianten
Eine alternative Schreibweise des Namens lautet Maraike. Die niederländische Form ist Marijke.
Für weitere Varianten: siehe Marieke#Varianten

## Namensträgerinnen

### Mareike
- Mareike Adams (* 1990), deutsche Ruderin
- Mareike Arndt (* 1992), deutsche Mehrkämpferin
- Mareike Beykirch (* 1986), deutsche Schauspielerin und Hörspielsprecherin
- Mareike Bokern (* 1979), deutsche Nachrichtenmoderatorin
- Mareike Braun (* 2000), deutsche Biathletin
- Mareike Carrière (1954–2014), deutsche Schauspielerin
- Mareike Eisenstein (* 1969), deutsche Fernsehmoderatorin und Schauspielerin
- Mareike Engels (* 1988), deutsche Politikerin (Bündnis 90/Die Grünen)
- Mareike Fallwickl (* 1983), österreichische Autorin
- Mareike Fell (* 1975), deutsche Schauspielerin
- Mareike Hindriksen (* 1987), deutsche Volleyballspielerin
- Mareike König (* 1970), deutsche Historikerin
- Mareike Krügel (* 1977), deutsche Schriftstellerin
- Mareike Kunter (* 1972), deutsche Psychologin und Hochschullehrerin
- Mareike Lindenmeyer (* 1981), deutsche Schauspielerin
- Mareike Ludwig (* 1993), deutsche Schauspielerin
- Mareike Maage (* 1979), deutsche Künstlerin und Hörfunkautorin
- Mareike Marx (* 1984), deutsche Theaterleiterin
- Mareike Mende (* 1985), deutsche Fußballspielerin
- Mareike Mikat (* 1978), deutsche Theaterregisseurin
- Mareike Miller (* 1990), deutsche Rollstuhl-Basketballspielerin
- Mareike Morr (* 1977), deutsche Mezzosopranistin
- Mareike Müller (* 1995), deutsche Basketballspielerin und Model
- Mareike Müller, deutsche Journalistin und Dokumentarfilmerin
- Mareike Nettersheim (* 1983), deutsche Basketballspielerin
- Mareike Nieberding (* 1987), deutsche Journalistin und Aktivistin
- Mareike Peters (* 1986), deutsche Leichtathletin
- Mareike Prior (* 1980), deutsche Fußballspielerin
- Mareike Schneider (* 1986), deutsche Fitness-Bloggerin, Fitnesscoach, Model, Unternehmerin
- Mareike Sedl (* 1976), deutsche Theaterschauspielerin
- Mareike Thomaier (* 2000), deutsche Handballspielerin
- Mareike Thum (* 1991), deutsche Inline-Speedskaterin
- Mareike Vogel (* 1986), deutsche Handballspielerin
- Mareike Wagner (* 1983), deutsche Ägyptologin
- Mareike Wegener (* 1983), deutsche Regisseurin
- Mareike Wehrmann, Kostümbildnerin
- Mareike Wiening (* 1987), deutsche Jazzmusikerin (Schlagzeug, Komposition)
- Mareike Wulf (* 1979), deutsche Politikerin (CDU), MdB

### Marijke
- Marijke Amado (* 1954), niederländische Moderatorin im deutschen Fernsehen
- Marijke van Beukering (* 1971), niederländische Politikerin
- Marijke Engelen (* 1961), niederländische Synchronschwimmerin
- Marijke de Goey (* 1947), niederländische Malerin
- Marijke Groenewoud (* 1999), niederländische Eisschnellläuferin
- Marijke Jährling, niederländisch-deutsche Schauspielerin, Autorin und Sängerin
- Marijke Schibel (* 1979), deutsche Sängerin
- Marijke Merckens (1940–2023), niederländische Schauspielerin und Sängerin
- Marijke Moser (* 1946), Schweizer Mittel- und Langstreckenläuferin
- Marijke Schnyder (* 1956), Schweizer Sprachwissenschaftlerin und Schriftstellerin
- Marijke Van Hemeldonck (* 1931), belgische Politikerin (Socialistische Partij Anders)
- Marijke Vos (* 1957), niederländische Politikerin
- Marijke van Warmerdam (* 1959), niederländische Videokünstlerin und Professorin
- Marijke Wijnmaalen (* 1998), niederländische Stabhochspringerin